# Gentleman (canción)
«Gentleman» —en español: «Caballero»— es una canción interpretada por el rapero surcoreano PSY del género K-Pop. Es la canción que publicó después de su hit single «Gangnam Style». Fue mostrada al público por primera vez en un concierto en el Estadio Mundialista de Seúl que se transmitió por Youtube el 13 de abril de 2013. La canción tiene la participación de las Brown Eyed Girls.

## Letra
La letra es una sátira sobre un hombre cruel y mezquino, pero que se denomina a sí mismo un "gentleman" (caballero). De hecho, el estribillo de la canción, "I'm a mother father gentleman" (soy una madre, un padre, un caballero) es en verdad una alusión al vulgarismo americano motherfucker, y dependiendo del acento de PSY puede entenderse "I'm a motherfucker gentleman" (soy un caballero hijo de puta).
La canción emplea más términos en inglés y menos en coreano, en un aparente intento de captar en mayor medida la atención de un público global.

## Recepción
En apenas 24 horas, el vídeo consiguió más de 38.4 millones de reproducciones en el portal de Youtube. Actualmente el video tiene 1 billón de reproducciones desde su lanzamiento y más de 5 millones de "Me gusta", posicionándose en el 1° puesto de los 100 primeros en Youtube

Aun así, el sencillo solo alcanzó el número uno en la lista de Nueva Zelanda.

### Censura en KBS
Debido a una escena en la cual PSY patea un cono de tránsito, la cadena de televisión pública surcoreana KBS censuró el videoclip de Gentleman, al considerar ese acto como un mal ejemplo para la juventud surcoreana.

## Posicionamiento en listas
| Lista (2013)                                         | Mejor posición |
| ---------------------------------------------------- | -------------- |
| Alemania (Media Control AG)                          | 12             |
| Australia (ARIA)                                     | 15             |
| Austria (Ö3 Austria Top 40)                          | 7              |
| Bélgica (Flandes) (Ultratop 50)                      | 2              |
| Bélgica (Valonia) (Ultratop 50)                      | 2              |
| Canadá (Canadian Hot 100)                            | 9              |
| República Checa (Rádio Top 100)                      | 21             |
| Dinamarca (Tracklisten)                              | 3              |
| Finlandia (Suomen virallinen lista)                  | 2              |
| Francia (SNEP)                                       | 11             |
| Islandia (Tónlist)                                   | 15             |
| Irlanda (IRMA)                                       | 13             |
| Israel (Media Forest)                                | 5              |
| Italia (FIMI)                                        | 9              |
| Japón (Japan Hot 100)                                | 51             |
| Luxemburgo (Billboard)                               | 1              |
| México Top Anglo (Monitor Latino)                    | 8              |
| Países Bajos (Mega Single Top 100)                   | 8              |
| Países Bajos (Dutch Top 40)                          | 15             |
| Nueva Zelanda (Recorded Music NZ)                    | 10             |
| Noruega (VG-lista)                                   | 13             |
| Portugal (Billboard)                                 | 6              |
| Escocia (Scottish Singles Sales Chart)               | 8              |
| Eslovaquia (Rádio Top 100)                           | 42             |
| España (Top 100 Canciones)                           | 7              |
| Corea del Sur (Gaon Digital Singles)                 | 1              |
| Corea del Sur (Billboard K-Pop Hot 100)              | 1              |
| Suecia (Sverigetopplistan)                           | 8              |
| Suiza (Schweizer Hitparade)                          | 3              |
| Reino Unido (UK Singles Chart)                       | 10             |
| Ucrania (FDR)                                        | 6              |
| Estados Unidos (Billboard Hot 100)                   | 5              |
| Estados Unidos (Hot Rap Songs)                       | 3              |
| Estados Unidos (Hot Dance Club Songs)                | 33             |
| Venezuela Venezuela Pop/Rock General (Record Report) | 2              |